# Gúbskaia
Gúbskaia - Губская (rus) - és una stanitsa del krai de Krasnodar, a Rússia. Es troba a la vora del riu Gubs, afluent del Khodz, entre les planes de Kuban-Priazov i el Caucas Occidental, a 17 km al sud-oest de Mostovskoi i a 150 km al sud-est de Krasnodar, la capital.
Pertanyen a aquest municipi les stanitses de Khamketinskaia i Barakaiévskaia.